# ویکتور چوست
ویکتور چوست (زاده ۵ مارس ۲۰۰۰) بازیکن فوتبال اهل اسپانیا است که در کادیز  بازی می‌کند.

## امار حرفه ای
| عملکرد    | عملکرد             | عملکرد             | لیگ       | لیگ       | جام      | جام      | قاره‌ای | قاره‌ای | دیگر | دیگر | مجموع | مجموع |
| فصل       | باشگاه             | لیگ                | بازی      | گل        | بازی     | گل       | بازی   | گل     | بازی | گل   | بازی  | گل    |
|           |                    |                    | لیگ کشوری | لیگ کشوری | جام حذفی | جام حذفی | اروپا  | اروپا  | دیگر | دیگر | مجموع | مجموع |
| --------- | ------------------ | ------------------ | --------- | --------- | -------- | -------- | ------ | ------ | ---- | ---- | ----- | ----- |
| ۲۰۱۷-۲۰۱۸ | رئال مادرید کاستیا | سگوندا دیویسیون بی | ۰         | ۰         | ۰        | ۰        | ۶      | ۰      | ۰    | ۰    | ۶     | ۰     |
| ۲۰۱۸-۲۰۱۹ | رئال مادرید کاستیا | سگوندا دیویسیون بی | ۰         | ۰         | ۰        | ۰        | ۸      | ۰      | ۰    | ۰    | ۸     | ۰     |
| ۲۰۱۹-۲۰۲۰ | رئال مادرید کاستیا | سگوندا دیویسیون بی | ۹         | ۰         | ۰        | ۰        | ۷      | ۰      | ۰    | ۰    | ۱۶    | ۰     |
| ۲۰۲۰-۲۰۲۱ | رئال مادرید کاستیا | سگوندا دیویسیون بی | ۱۶        | ۰         | ۰        | ۰        | ۰      | ۰      | ۰    | ۰    | ۱۶    | ۰     |
| جمع       | جمع                | جمع                | ۲۵        | ۰         | ۰        | ۰        | ۲۱     | ۰      | ۰    | ۰    | ۴۶    | ۰     |
| ۲۰۲۰–۲۰۲۱ | رئال مادرید        | لالیگا             | ۳         | ۰         | ۱        | ۰        | ۰      | ۰      | ۰    | ۰    | ۴     | ۰     |
| ۲۰۲۱-۲۰۲۲ | کادیز              | لالیگا             | ۱         | ۰         | ۰        | ۰        | ۰      | ۰      | ۰    | ۰    | ۱     | ۰     |
| مجموع     | مجموع              | مجموع              | ۲۹        | ۳         | ۱        | ۰        | ۲۱     | ۰      | ۰    | ۰    | ۵۱    | ۰     |

### آمار پاس گل
| فصل       | تیم                | پاس گل |
| --------- | ------------------ | ------ |
| ۲۰۱۷-۲۰۱۸ | رئال مادرید کاستیا | ۱      |
| ۲۰۱۹–۲۰۱۸ | رئال مادرید کاستیا | ۱      |
| جمع       | جمع                | ۲      |

## افتخارات
لیگ قهرمانان جوانان اروپا: ۲۰۱۹–۲۰۲۰